# 杞姓
杞姓是中文姓氏之一，现行较罕见姓氏。

## 起源
杞氏，姒姓，夏禹之后。周武王封夏禹之后东楼公于杞（故城在今河南省杞县），后灭于楚国，其子孙以国为氏。

## 分布
杞姓，今山西省太原市、临汾市，甘肃省永登县，湖北省武汉市，安徽省贵池市，广东省顺德市、怀集县，云南省泸西县、巍山县、景谷县等地均有此姓。

## 名人
- 杞子，春秋时秦国大夫
- 杞梁，春秋时齐国人
- 杞康，汉朝末年避董卓之难改姓抱。《北史》有抱嶷、抱老寿。
- 杞开，宋朝建炎年间知龙溪县事、芜湖令。
- 杞原庆，明朝人

## 延伸阅读
[在维基数据编辑]
 《欽定古今圖書集成·明倫彙編·氏族典·杞姓部》，出自陈梦雷《古今圖書集成》